# 수잔 모로우

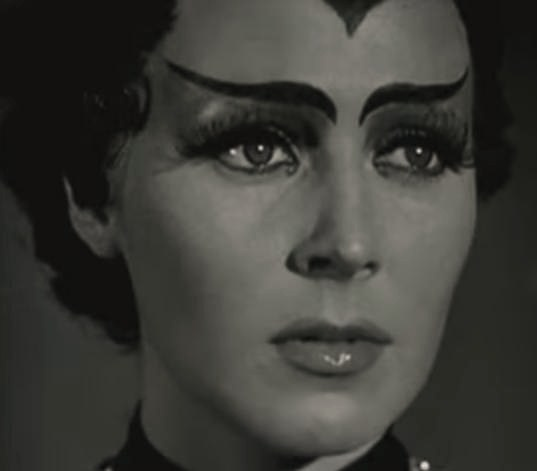

수잔 모로우(Susan Morrow, 1931년 5월 25일 ~ 1985년 5월 8일)는 미국의 배우, 영화배우이다.
티넥에서 태어났으며 샌디에이고에서 사망하였다.

## 영화
- 딜론 보안관 (1955년)
- 애욕과 전장 (1955년)